# فرودگاه شوهام
فرودگاه شوهام (به انگلیسی: Shoreham Airport) (به زبان بومی: Shoreham (Brighton City) Airport) یک فرودگاه خصوصی مسافربری با کد یاتا ESH است که یک باند فرود آسفالت دارد و طول باند آن ۱۰۳۶ متر است. این فرودگاه در شهر ساسکس غربی کشور انگلستان قرار دارد و در ارتفاع ۲ متری از سطح دریا واقع شده‌است.